# M/S Polfors
M/S Polfors är ett svenskt fartyg som byggdes 1967 på Aarhus Flydedok som Mercandan för Mercandiarederiet och med Dragør som hemmahamn.
Polfors byggdes för att transportera bulk- och styckegods i två luckor med mellandäck och med tre kranbommar för lastning/lossning. Under dansk flagg hade hon fem mans besättning och gjorde resor såväl till Västindien som Sydamerika.
År 1978 köptes hon av Stockholms stad för utbildning av elever till sjömansyrken. En omfattande ombyggnad skedde under de närmast följande åren av lärare och elever. Bland annat byggdes 2:ans mellandäck om till klassrum och underrummet till verkstad. Fortfarande byggs fartyget om för att bli så rationellt som möjligt i utbildningen.  
I september 2000 sålde Stockholms stad M/S Polfors till Sjömansskolan för fortsatt tjänst som utbildningsfartyg. Fartyget har kajplats nedanför kvarteret Hyveln vid Söder Mälarstrand.

## Bilder

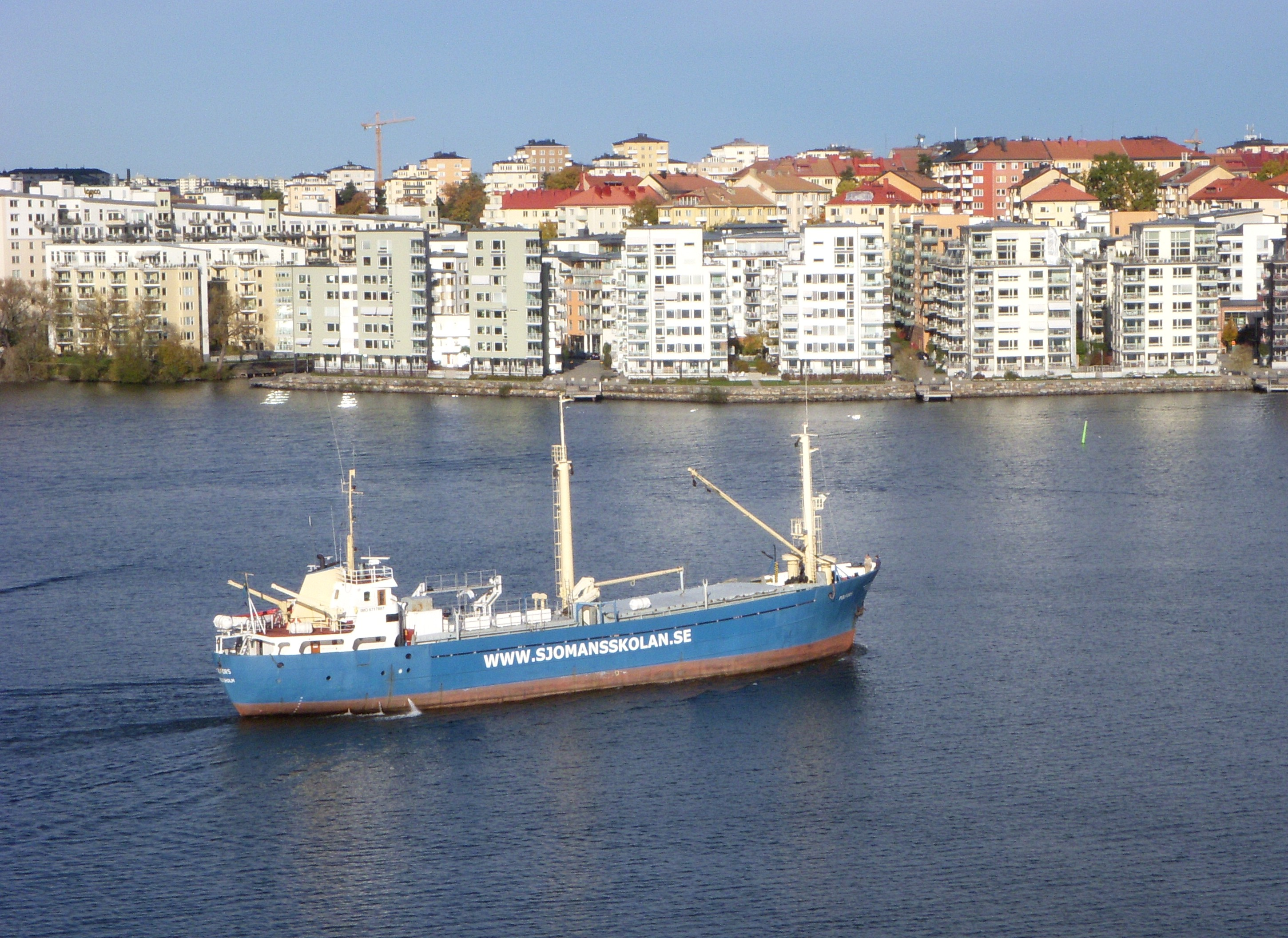
Polfors på Essingedjupet utanför Lilla Essingen.
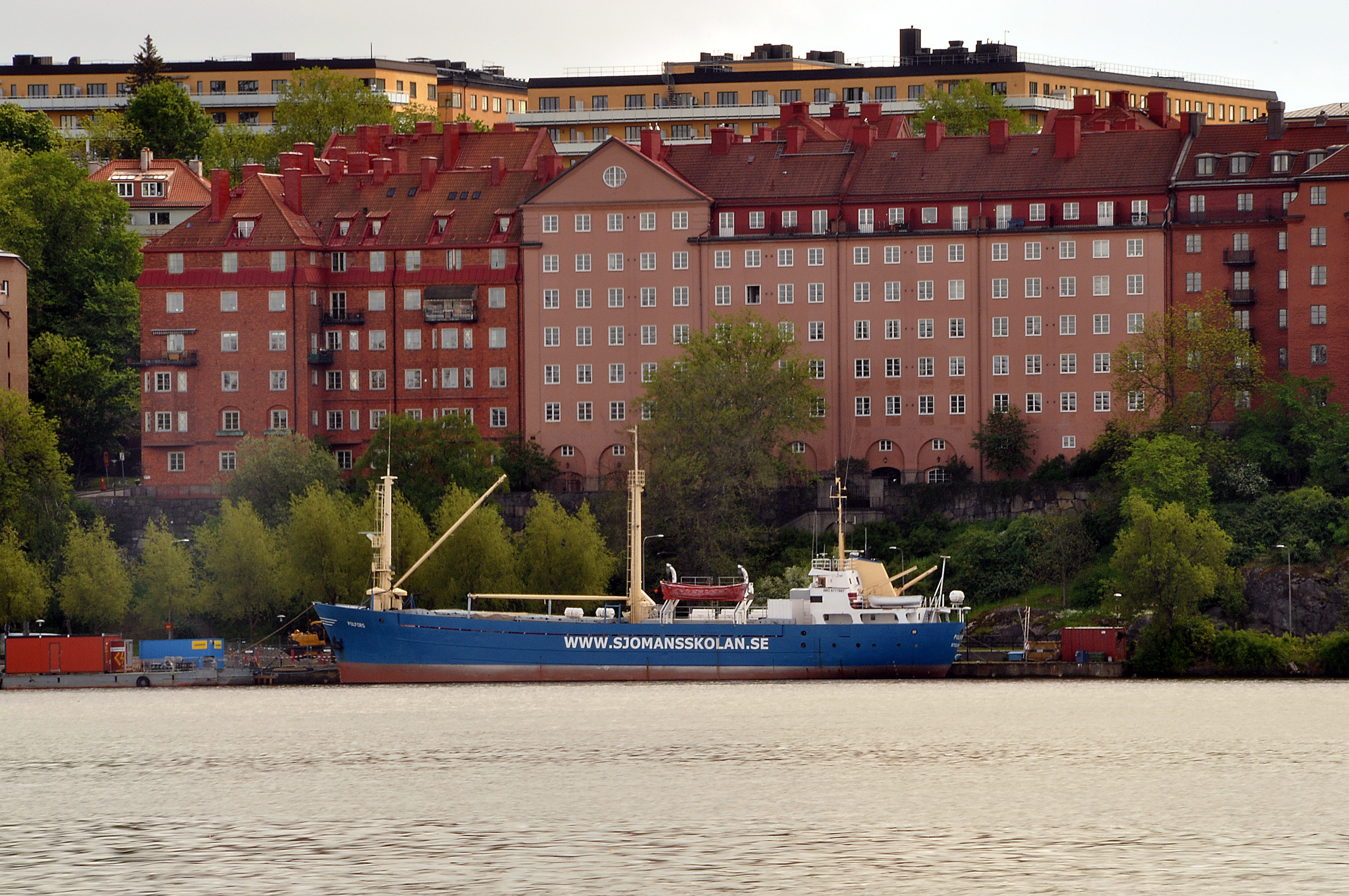
Polfors vid kaj utmed Söder Mälarstrand.
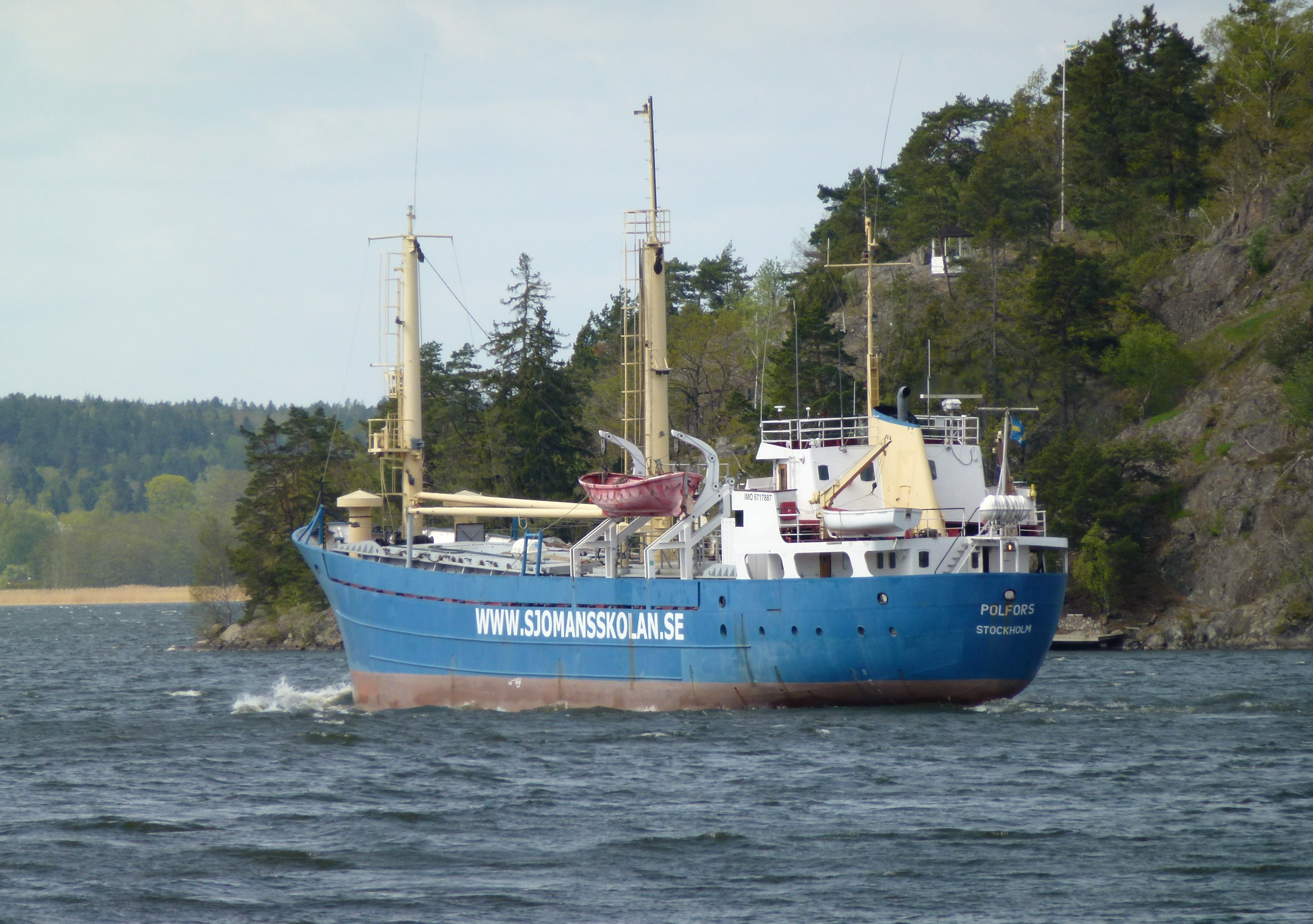
Polfors på Fiskarfjärden utanför Kungshatt.